# Mar di Levante
Il Mar di Levante (in arabo شرق البحر الأبيض المتوسط‎?, in ebraico מזרח תיכון‎?, in turco Doğu Akdeniz, in greco Θάλασσα του Λεβάντε?, Thalassa tu Levante) è la parte più orientale del mar Mediterraneo, delimitata a nord dalla Turchia in particolare dalla penisola anatolica, ad est da Siria, Libano, Israele e Palestina (striscia di Gaza), a sud dall'Egitto ed ad ovest dal Mar Egeo, dall'Isola di Rodi, dalla punta più ad est dell'isola di Creta, dal Mar Libico e dal confine egiziano con la Libia.
Rappresenta un grosso bacino marittimo piuttosto povero di isole, dove la maggiore eccezione è costituita da Cipro.
La sua maggiore profondità di 4 384 metri la si trova a sud di Creta e la sua estensione è di circa 320 000 km². La sua porzione settentrionale tra Cipro e la Turchia è anche detta Mare della Cilicia. Nell'angolo nord-est del bacino sono presenti due grandi baie: il golfo di Alessandretta ad est ed il golfo di Adalia ad ovest.
Il delta del Nilo situato in corrispondenza delle sue coste meridionali, fa sì che in questo bacino sfoci il secondo fiume più lungo del mondo.
L'apertura del canale di Suez avvenuta nel 1869 ha fatto sì che, da quel momento il Mar di Levante si trovi in collegamento col Mar Rosso e quindi col bacino dell'Oceano Indiano. Dato che le acque del Mar Rosso si trovano a un livello superiore, il riversamento di queste nel Mar di Levante e di conseguenza nell'intero Mediterraneo, ha provocato una modifica dell'ecosistema con un'invasione di piante e animali. La costruzione della diga di Assuan del 1960, ha ridotto il flusso di acqua dolce dal Nilo, rendendo relativamente più salato il mare, dando ulteriori vantaggi alle specie provenienti dal Mar Rosso.